# Tupi-Guaraní-taalfamilie
Tupi-Guarani (/tuːˈpiː ɡwɑˈrɑːni/ /ɡwɑˈɾɑ-/; Tupi-Guarani: [tuˈpi ɡwaɾaˈni]; uitspraakⓘ) is de meest wijdverbreide onderfamilie van de Tupi-talen van Zuid-Amerika. Het omvat ongeveer vijftig talen, waaronder Guarani en Oud-Tupi. De meest gesproken taal tegenwoordig is Guarani, een van de twee officiële talen van Paraguay.
De woorden petunia, jaguar, piranha, ipecac, tapioca, jacaranda, anhinga, carioca en capoeira zijn van Tupi-Guarani-oorsprong.

## Tupi-Guaraní-talen
Rodrigues & Cabral (2012) verdelen de Tupí–Guaraní-taalfamillie onder acht takken:
- Guaraní (Groep I) :
  - Oud-Guarani
  - Kaiwá
  - Ava-Guarani
  - Mbyá
  - Paraguayaans-Guarani
  - Xetá
  - Chiriguano
  - Izoceño
  - Tapieté
  - Guayaki

- Guarayu (Groep II) :
  - Guarayo (of Boliviaans-Guarani)
  - Pauserna
  - Siriono
  - Yuki

- Tupí (Groep III) :
  - Oud-Tupí
  - língua geral paulista
  - Tupinambá
  - Nheengatu

- Tenetehara (Groep IV) :
  - Tapirapé
  - Parakanã
  - Suruí
  - Avá-canoeiro
  - Turiwara

- Kawahíb (Groep VI) :
  - Apiaká
  - Kayabi
  - Kagwahiva
    - Arintintin
    - Amondawá
    - Karipúna
    - Uruewawáu
    - Machado-Tupi
    - Pawaté
    - Wirafera
    - Juma-dialect

- Kamayurá (Groep VII) :
  - Kamayurá

- Xingu (Groep VIIIa) :
  - Araweté
  - Cairari-Anambé
  - Xingú-Asuriní
  - Amanajé
  - Ararandewara

- Noord-Tupi–Guaraní (Groep VIIIb) :
  - Wayãpi
  - Wayampipukú
  - Émérillon
  - Zo'é
  - Ka'apór
  - Guajá
  - Awré-e-awrá
  - Anambé
  - Takonhapé